# Пећина Ласко
Пећина Ласко (фр. Grotte de Lascaux) налази се на југозападу Француске и чувена је по својим полихромним цртежима из доба касног палеолита. Пећина се налази у близини места Монтињак у департману Дордоња. Укупна површина пећине је око 120 м². Сматра се да су цртежи у пећини Ласко стари 17.300 година. На цртежима су представљене велике животиње, од којих се за већину може анализом фосила потврдити да су живеле у овом крају. То су: коњи, бизони, говеда, јелени и планинске овце, а ређе: медведи, носорози и крупне мачке.
Године 1979. пећина Ласко је, заједно са другим преисторијским налазиштима у долини реке Везер, стављена на УНЕСКО листу Светске баштине.
Сматра се да су палеолитски људи у пећинама вршили магијске ритуале. Последњих година представљена је теорија да цртежи у пећини Ласко представљају праисторијске слике сазвежђа.

## Историја пећине од поновног открића у 20. веку
У позно лето 1940. осамнаестогодишњи Марсел Равида (фр. Marcel Ravidat) је открио улаз у пећину Ласко. Касније се вратио у њу са три пријатеља. Њих четворица су открили да су зидови пећине прекривени представама животиња. Пећина је отворена за јавност 1948. До 1955. угљен-диоксид, који су производили око 1200 посетилаца на дан, видљиво је оштетио цртеже. Пећина је затворена за јавност 1963, цртежи су рестаурирани у оригинално стање, а пећина је стављена под стални надзор стручњака.
Реплика две најзначајније дворане пећине, велике дворане бикова и галерије слика, под именом Ласко II (Lascaux II), отворена је 1983, 200 m од оригиналне пећине. Репродукције осталих цртежа из пећине Ласко су приказане у Центру за преисторијску уметност у Ле Тоту.
Од 1998. пећину су заразиле гљивице. Разлог за ово би могао бити систем за проветравање, јако осветљење, или превелики број посетилаца. Године 2008. установљено је присуство гљивице Stachybotrys коју стручњаци покушавају да одрже на одстојању од цртежа. Данас приступ пећини има само неколико стручњака, и то само по пар дана месечно. Процедуре које су коришћене за уклањање гљивица оставиле су тамне мрље на зидовима и оштетиле пигменте.

## Археолошка открића
Међу откривеним предметима налазе се 403 камене алатке, 28 алатки од кости, 113 фрагмената алатки биљног порекла, 10 комада накита од пробушених шкољки, и бројни трагови боја и смола (ћилибара). Поред лампи, боја и остатака хране, пронађени су врхови стрела, стругачи и сечива. Судећи по малом броју пронађених алатки, у пећини се није становало.
Боје са цртежа у пећини анализиране су електронским микроскопом. Црне боје су оксиди мангана, док су жути, наранџасти и црвени пигменти оксиди гвожђа. Сви они су коришћени у чистом облику, без мешања са другим минералима и без термичке обраде..